# 李锦沛
李锦沛（Lee Gum Poy，1900年—1968年），祖籍广东台山，出生于美国纽约。20世纪华人建筑师。

## 生平
1920年毕业于普瑞特艺术学院，任职于芝加哥和纽约的建筑事务所。1923年，李锦沛作为基督教青年会的建筑师来到中国上海，先后负责设计了长沙、保定等地的青年会会堂。
1929年，吕彦直病逝，李锦沛接管彦沛记建筑事务所，负责南京中山陵、广州中山纪念堂工程。
1930年代，李锦沛在上海、南京、杭州等地完成大量建筑作品：
- 八仙桥青年会（与范文照、赵深合作）：1931年建成，上海法租界内（今西藏南路123号），
- 清心女中：1933年建成，上海南市陆家浜路
- 上海中华基督教女青年会大楼，1933年建成，上海中区圆明园路133号
- 华业公寓：1934年建成，西班牙式[2]，上海西区西摩路（今陕西北路175号）
- 新都大戏院：1936年建成，南京中山路82号，抗战结束后更名胜利电影院，南京市非文物近代优秀保护建筑名录，2004年德基地产拆除建造现代建筑[3]